# Замошкин, Александр Иванович
Алекса́ндр Ива́нович Замо́шкин (5 сентября 1899, Калязин, Тверская губерния — 28 мая 1977, Москва) — советский искусствовед, член-корреспондент Академии художеств СССР (1947), заслуженный деятель искусств РСФСР (1947).

## Биография
В 1912—1917 учился на отделении фарфора в Императорском Строгановском центральном художественно-промышленном училище. В 1920 году окончил отделение живописи ВХУТЕМАСа в Москве, а в 1934 окончил аспирантуру Государственной академии художественных наук (ГАХН). Утверждён в звании кандидата искусствоведения в 1949 году.
С начала 1930-х годов преимущественно писал книги и статьи по вопросам советского, русского и зарубежного искусства. С середины 1930-х — активно занимался музейной и выставочной работой.
В 1931—1936 годах — зав. отделом советского искусства, зам. директора Государственной Третьяковской галереи. В 1936—1938 годах — зам. начальника и начальник Главизо Комитета по делам искусства при Совете Народных Комиссаров СССР, а также зав. отделом искусства Центрального музея В. И. Ленина.
С 1941 по 1951 год — директор Государственной Третьяковской галереи. Участвовал в эвакуации картин ГТГ в 1941 году в Новосибирск. Снятые с подрамников полотна перекладывали папиросной бумагой, накатывали красочным слоем наружу на деревянные валы и укладывали в ящики, обшитые водонепроницаемым материалом.
В 1941, 1946—1947 — ответственный редактор журнала «Творчество». С октября 1945 по апрель 1946 года работал в Германии уполномоченным Комитета по делам искусств по спасению художественных ценностей. В 1958 году руководил возвращением сохранённых в СССР ценностей Германской Демократической Республике.
В 1948—1952 — зав. отделом, а в 1951—1954 годах — директор НИИ теории и истории изобразительных искусств АХ СССР .
В 1954—1961 годах — директор Государственного музея изобразительных искусств имени А. С. Пушкина.
С 1957 года — действительный член Советского комитета Международного совета музеев. С 1957 по 1964 год — председатель комитета. С 1959 года являлся членом Исполкома Международного совета музеев. С 1962 по 1970 год — вице-президент этого совета.
В 1963 году вместе с заслуженным деятелем искусств РФ В. В. Филатовым организовал Советский комитет МСМ ЮНЕСКО и участвовал в организации и проведении аналогичной международной конференции ЮНЕСКО в Москве и Ленинграде.
Похоронен на Кунцевском кладбище в городе Москве.

## Награды
- «Гран при» и золотая медаль Международной выставки в Париже как зав. отделом искусства Советского павильона (1937)
- Почётная грамота гражданина Нью-Йорка на Международной выставке в (США) как директора Советского павильона (1939)
- орден Трудового Красного Знамени (11.09.1974)

## Семья
Брат — советский литературный критик Николай Иванович Замошкин (6(18) апреля 1896 года, Москва, — 6 октября 1960 года, Москва).
Сын — философ и социолог Юрий Александрович Замошкин (1927—1993).